# Nordic United FC
Nordic United FC är en fotbollsklubb från Södertälje som spelar i Ettan Norra efter att ha vunnit Division 2 Södra Svealand 2022. Klubben grundades 2004 som Assyriska FF Babylon och bytte 2006 namn till Södertälje FC. 2010 byttes namnet till Assyriska United IK. 2013 tog klubben över laget Assyriska Botkyrka (ungdomslag för Assyriska FF) och spelade sedan under flera år på Brunna IP i Botkyrka. Klubben gick 2013 in i samarbete med Södertälje FK som Södertälje FK / Assyriska United IK. 2014 var klubbens namn återigen endast Assyriska United IK. 2020 byttes namnet till United IK och senare samma år till United IK Nordic. 2022 bytte klubben namn till Nordic United FC.

## Säsonger
| Säsong | Nivå   | Division   | Sektion         | Placering | Upp- eller nedflyttning                                        |
| ------ | ------ | ---------- | --------------- | --------- | -------------------------------------------------------------- |
| 2019   | Nivå 6 | Division 4 | Stockholm Södra | 2         | Kvalspel för uppflyttning - Uppflyttning (Assyriska United IK) |
| 2020   | Nivå 5 | Division 3 | Södra Svealand  | 1         | Uppflyttning (United IK, United IK Nordic)                     |
| 2021   | Nivå 4 | Division 2 | Södra Svealand  | 2         | (United IK Nordic)                                             |
| 2022   | Nivå 4 | Division 2 | Södra Svealand  | 1         | Uppflyttning (United IK Nordic, Nordic United FC)              |
| 2023   | Nivå 3 | Ettan      | Norra           | 2         | Kvalspel för uppflyttning - Ej uppflyttning                    |
| 2024   | Nivå 3 | Ettan      | Norra           | 3         |                                                                |

## Trupp

### Ledare
- Huvudtränare: Hakan Bezgin[5]
- Målvaktstränare: Anwar Aly

### Spelare
Uppdaterad 19 juni 2025  
| Nummer      | Land      | Spelare             | Födelsedatum      | Kom från           | Moderklubb         |           |
| Målvakter   | Målvakter | Målvakter           | Målvakter         | Målvakter          | Målvakter          | Målvakter |
| ----------- | --------- | ------------------- | ----------------- | ------------------ | ------------------ | --------- |
| 1           | Sverige   | Angelo Melkemichel  | 13 januari 2006   | IF Brommapojkarna  | Syrianska FC       |           |
| 30          | Sverige   | Dejan Garaca        | 21 juli 1991      | Syrianska FC       | BK Forward         |           |
| -           | Sverige   | Peter Stahl         | 28 juni 1996      | IFK Stocksund      | Danderyds SK       |           |
| Försvarare  |           |                     |                   |                    |                    |           |
| 2           | Sverige   | Matteus Behnan      | 22 augusti 2002   | Syrianska FC       | Syrianska FC       |           |
| 5           | Libanon   | Alexander Michel    | 14 november 1992  | Al Ansar           | Syrianska FC       |           |
| 8           | Pakistan  | Mohammad Fazal      | 29 maj 2002       | IMT Belgrad        | Lyngby             |           |
| 42          | Sverige   | Jack Tagesson       | 1 januari 2005    | Djurgårdens IF     | Essinge IK         |           |
| 74          | Sverige   | Yousef Abooda       | 2 juni 2008       | Nordic United FC U | Sverige            |           |
| 77          | Sverige   | Jonathan Gürsac     | 6 oktober 2001    | Syrianska FC       | Syrianska FC       |           |
| -           | Sverige   | Joshua Adomako      | 18 juli 1992      | FC Stockholm       | AIK                |           |
| Mittfältare |           |                     |                   |                    |                    |           |
| 4           | Sverige   | Filip Rogic         | 14 juni 1993      | IMT Belgrad        | Eskilstuna City FK |           |
| 6           | Sverige   | Gabriel Aphrem      | 19 juli 1999      | Assyriska FF       | Assyriska FF       |           |
| 7           | Sverige   | Amar Eminovic       | 4 november 1999   | Enskede IK         | IFK Haninge        |           |
| 11          | Sverige   | Sebastian Rajalakso | 23 september 1988 | Fanna BK           | Fanna BK           |           |
| 14          | Sverige   | Daniel Miljanovic   | 11 april 2001     | Fužinar            | El Altet           |           |
| 16          | Sverige   | Nhome Daneyl        | 19 juli 2008      | Nordic United FC U | Assyriska FF       |           |
| 20          | Sverige   | Aziz Harabi         | 11 december 2002  | USM                | IFK Haninge        |           |
| 21          | Sverige   | Emmanuel Swedi      | 16 december 2003  | Bodens BK          | Bodens BK          |           |
| 25          | Japan     | Yukiya Sugita       | 22 april 1993     | Gyeongnam          | Kashiwa Reysol     |           |
| Anfallare   |           |                     |                   |                    |                    |           |
| 9           | Sverige   | Adrian Neziri       | 10 april 2004     | Österlen FF        | Kvarnby IK         |           |
| 10          | Sverige   | Lorent Mehmeti      | 3 januari 2004    | Utsiktens BK       | IF Leikin          |           |
| 17          | Sverige   | Charbel Ceylan      | 9 juni 1997       | Sollentuna FK      | Assyriska FF       |           |
| 18          | Sverige   | Ninos Issa          | 26 maj 2008       | Nordic United FC U | Sverige            |           |
| 19          | Sverige   | Philip Yarar        | 12 maj 2006       | Djurgårdens IF     | Assyriska FF       |           |
| 23          | Sverige   | Dida Rashidi        | 11 juni 1992      | FC Stockholm       | IFK Stockholm      |           |
| 44          | Nigeria   | Samuel Nnamani      | 3 juni 1995       | Mağusa Türk Gücü   | Christ Ambassador  |           |

### Utlånade spelare
Uppdaterad 21 juni 2025  
| Nr | Land    | Pos | Namn                                                         |
| -- | ------- | --- | ------------------------------------------------------------ |
| -  | Sverige | MF  | Linton Ulloa (i Arameisk-Syrianska IF till 31 december 2025) |

| Nr | Land | Pos | Namn |
| -- | ---- | --- | ---- |